# 인천양지초등학교
인천양지초등학교는 대한민국 인천광역시 서구에 있는 공립 초등학교이다.

## 학교 연혁
- 2002.09.01 인천양지초등학교 25학급으로 개교
- 2002.09.01 초대 교장 박용한 선생님 취임
- 2002.11.29 급식실 설치
- 2003.03.01 37학급(특수 1학급), 병설유치원 3학급(특수 1학급)으로 편성
- 2003.03.10 인천양지초등학교 병설유치원 2학급 개원
- 2003.12.11 아름다운 화장실 우수교 수상
- 2004.02.12 교육활동 예체능 영역 우수교 수상
- 2004.02.13 제1회 졸업식(졸업생 207명)
- 2004.04.19 방과후 전일제 시범학교 지정
- 2004.12.20 학교평가 우수학교 표창(서부교육청)
- 2005.03.01 서부 교육청 방과후 교실 시범학교 지정
- 2005.10.07 디지털 도서관 개관
- 2006.03.01 서부교육청 방과후교실 중심학교 지정
- 2006.03.01 37학급(특수 1학급), 병설유치원 3학급(특수 1학급)으로 편성
- 2007.02.20 제1대 교장 박용한 선생님 퇴임(정년)
- 2007.03.01 35학급(특수 1학급), 병설유치원 3학급(특수 1학급)으로 편성
- 2007.03.01 2007학년도 인천광역시교육청 지정 교원능력개발평가 연구(시범) 학교
- 2007.12.17 서부교육청 학교평가 우수학교 표창
- 2007.12.27 교육인적자원부 유치원평가 우수 유치원 표창
- 2008.02.16 제5회 졸업식 183명(연인원 1009명)
- 2008.03.01 2008학년도 인천광역시교육청 지정 교원능력개발평가 연구(시범)학교
- 2008.03.01 35학급(특수 1학급), 병설유치원 3학급(특수 1학급)으로 편성
- 2008.04.17 수업발표대회 본선 입상자 인천에서 최고(4명)

## 참고 자료
- 인천양지초등학교 - 한국교육학술정보원 학교알리미